# Entophilus omnitectus
Entophilus omnitectus là một loài chân đều trong họ Bopyridae. Loài này được Richardson miêu tả khoa học năm 1903.